# Siphonodentalium booceras
Siphonodentalium booceras är en blötdjursart som först beskrevs av John Read le Brockton Tomlin 1926.  Siphonodentalium booceras ingår i släktet Siphonodentalium och familjen Gadilidae. Inga underarter finns listade i Catalogue of Life.